# Adrias (L67)
Lo Adrias (pennant number L67) fu un cacciatorpediniere scorta della Marina militare greca, parte della classe Hunt e attivo nel periodo della seconda guerra mondiale.
Varata nel febbraio 1942 per la Royal Navy britannica con il nome di HMS Border, prima del completamento l'unità fu ceduta alla Grecia e servì con i nuovi proprietari principalmente nel teatro del Mediterraneo della seconda guerra mondiale; gravemente danneggiata per l'urto con una mina navale il 22 ottobre 1943, la nave fu giudicata come irreparabile e radiata dal servizio, venendo poi avviata alla demolizione il 22 novembre 1945.

## Storia
Ordinata il 28 luglio 1940 ai cantieri della Swan Hunter di Newcastle upon Tyne e impostata il 1º maggio 1941, l'unità fu varata il 3 febbraio 1942 con il nome di HMS Border in onore di una tenuta per la caccia alla volpe sul confine (border in lingua inglese) tra Inghilterra e Scozia, prima unità della Royal Navy a portare questo nome; prima ancora del suo completamento la nave fu ceduta alla Marina greca assumendo il nome di Adrias (Αδρίας), in onore della città di Adria in Italia già colonia dell'Antica Grecia, per poi entrare in servizio il 5 agosto 1942 al comando del comandante Ioannis Toumbas (poi ministro in vari governi greci del dopoguerra).
Il 26 agosto 1942, durante manovre di addestramento al largo di Scapa Flow, l'unità finì incagliata a causa della fitta nebbia, subendo danni allo scafo che richiesero quattro mesi di lavori prima di essere riparati; rientrata in servizio nel gennaio 1943, la nave salpò dal Regno Unito di scorta a un convoglio navale diretto in Medio Oriente attraverso il periplo dell'Africa. Raggiunta Alessandria d'Egitto in marzo dopo il passaggio del Mar Rosso e del Canale di Suez, il cacciatorpediniere prese poi parte a varie missioni di scorta al traffico degli Alleati nel mar Mediterraneo in forza alla 22nd Destroyer Flotilla, venendo in seguito distaccata nella base di Algeri; il 10 luglio 1943 l'unità partecipò alle operazioni dello sbarco in Sicilia (operazione Husky) come parte della Support Force East.

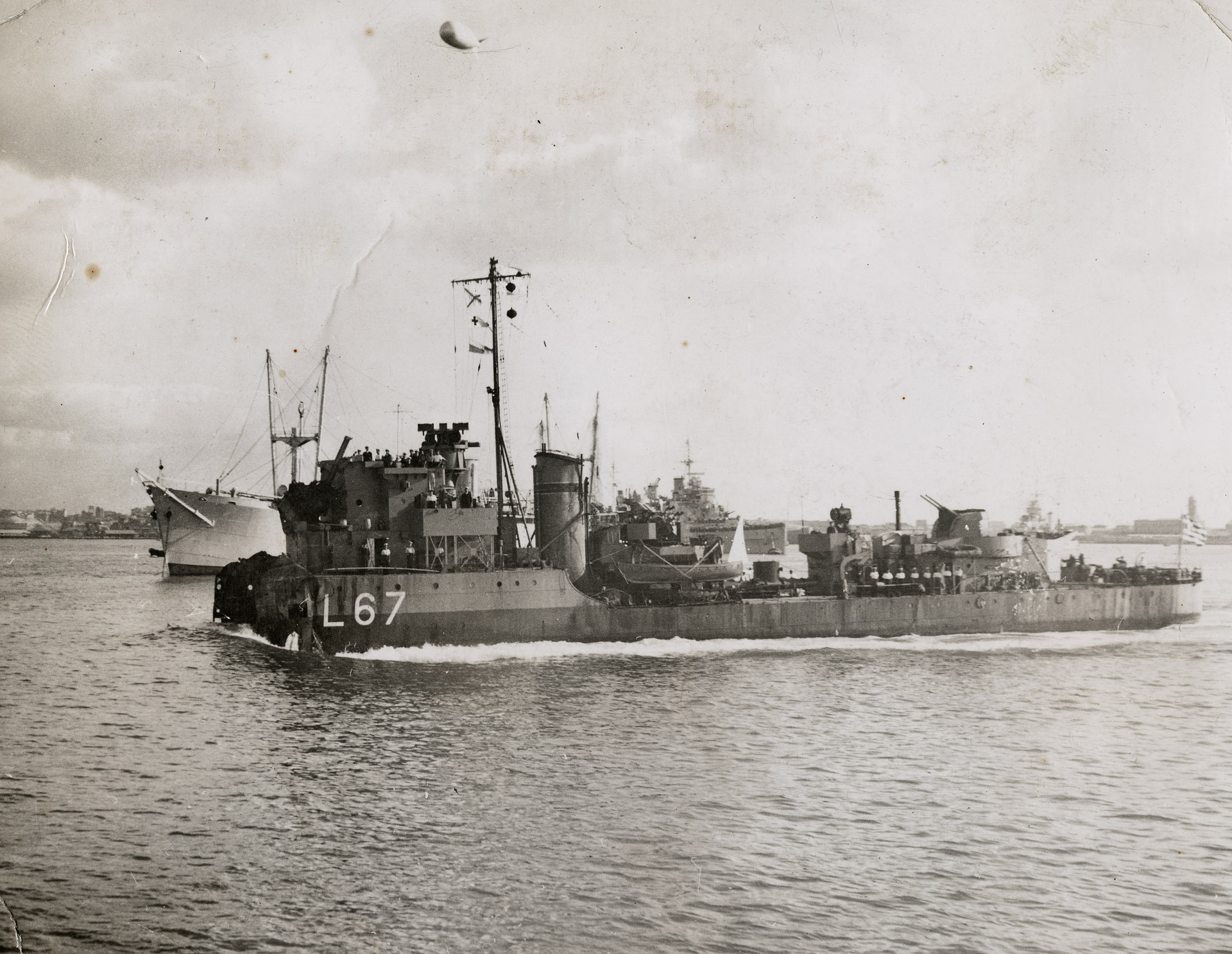
Lo Adrias, con la prua completamente distrutta, fa il suo ingresso ad Alessandria il 6 dicembre 1943

Dopo la resa dell'Italia, lo Adrias fu distaccato nel mar Egeo per prendere parte alla campagna del Dodecaneso. Il 21 ottobre 1943 l'unità, insieme a tre cacciatorpediniere britannici, partecipò a una missione di trasporto rifornimenti a Lero; il giorno seguente lo Adrias salpò insieme al cacciatorpediniere HMS Hurworth per andare alla ricerca di unità navali tedesche segnalate a sud di Lero, ma entrambe le unità finirono in un campo di mine navali da poco depositato al largo dell'isola di Calimno: l'unità greca fece detonare un ordigno che le distrusse completamente l'intera sezione prodiera dello scafo, mentre lo Hurworth, intervenuto per prestare soccorso, fu spezzato in due dallo scoppio di una seconda mina affondando nel giro di quindici minuti. Lo Adrias perse la bussola e altri strumenti di navigazione oltre a subire 21 morti e 30 feriti tra il suo equipaggio, ma l'apparato motore dell'unità rimase funzionante e, dopo aver recuperato i superstiti dello Hurworth, il comandante Toumbas fece rotta per la vicina costa della Turchia.
Lo Adrias raggiunse Gümüşlük il 23 ottobre: i morti furono seppelliti nel piccolo cimitero locale mentre i feriti furono inviati a Smirne. Dopo alcune riparazioni improvvisate, la nave salpò alla volta di Alessandria il 1º dicembre seguente: raggiunta da due cacciatorpediniere e da un rimorchiatore britannici al largo di Castelrosso, l'unità fece tappa nel porto di Limassol a Cipro prima di arrivare ad Alessandria il 6 dicembre, una notevole impresa navale visti i gravissimi danni riportati dallo scafo; il comandante Toumbas fu poi insignito della massima onorificenza militare greca per questa azione.
Rientrata nel Regno Unito nel dicembre del 1944, la nave fu restituita alla Royal Navy ma giudicata come non riparabile e posta quindi in disarmo il 10 ottobre 1945; il 22 novembre seguente l'unità fu avviata alla demolizione. Un secondo cacciatorpediniere classe Hunt, lo HMS Tanatside, fu poi ceduto alla Marina greca nel dopoguerra come rimpiazzo per lo Adrias, di cui assunse il nome.